# Phénocristal

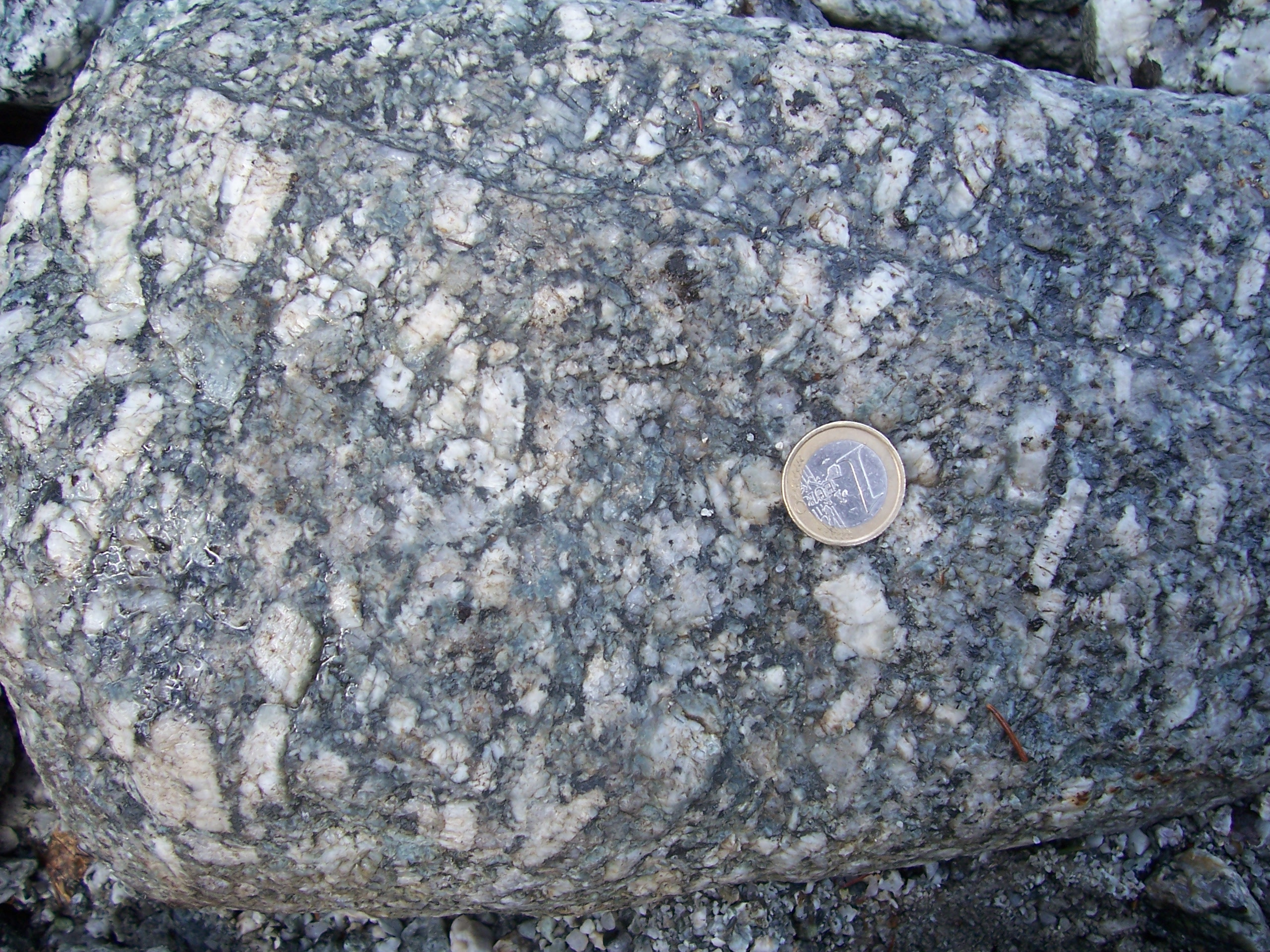
Les roches granitiques présentent souvent de larges phénocristaux feldspathiques. Sur ce bloc de granite provenant du versant suisse du massif du Mont-Blanc, la pièce d'un euro donne l'échelle de phénocristaux de plagioclases (taches blanches).

 Un phénocristal (du grec « phainein » (briller) et cristal) est un cristal d'une taille telle qu'il est visible à l'œil nu. On peut parler de phénocristaux pour des cristaux d'un diamètre allant d'un millimètre à dix centimètres.
Les phénocristaux ont pour synonyme mégacristaux ou macrocristaux. Ils ont pour équivalence les porphyroblastes ou phénoblastes des roches métamorphiques.
Les phénocristaux sont très souvent associés à des microlithes dans les porphyres.